# Trishtimi i zonjës Shnajder
Trishtimi i zonjës Shnajder o Smutek paní Snajdrové (albanès: La tristesa de la senyora Schnajder) és una pel·lícula dramàtica romàntica albanesa-txeca dirigida per Piro Milkani i Eno Milkani. És una pel·lícula de forts elements autobiogràfics i inclou un repartiment de tres nacions: albanès-txec-italià. Es va estrenar el 2008 i va ser la presentació en albanesa de l'Oscar a la millor pel·lícula de parla no anglesa d'aquest mateix any, però no va ser nominat.

## Argument
És l'any 1961 i un estudiant albanès (Nik Xhelilaj) de l'Acadèmia d'Arts Escèniques de Praga, juntament amb un grup d'estudiants txecs, està rodant la seva pel·lícula de postgrau en una fàbrica de motos, a la petita ciutat-mercat de Český Šternberk, a l'aleshores Txecoslovàquia. Procedent d'un país completament aïllat de la resta d'Europa, està fascinat per l'estil de vida, la societat i l'"exuberància eròtica" de la "joventut d'or" txeca, tot i que sent forts vincles amb la seva família a la seva terra natal. S'enamora d'una dona casada (Anna Geislerová), la dona d'un superintendent de policia (Paolo Buglioni) i està insegura sobre el seu futur.

## Repartiment
- Nik Xhelilaj com a Lekë Seriani
- Anna Geislerová com a Sra. Snajderová
- Tomáš Töpfer com a Director Piskácek
- Michele Placido com a Comte Jiri Sternberg
- Arta Dobroshi com a Ema
- Paolo Buglioni com a Sr. Snajder
- Kamil Kollarik com a Artur Zach
- Violeta Manushi

## Premis
Va participar en la secció oficial de la XXIX edició de la Mostra de València, en la que va guanyar el premi especial del jurat.